# Östads barnhus
Östads barnhus var ett barnhus under åren 1772 till 1945 grundat av den göteborgske handelsmannen Niclas Sahlgren på Östads säteri i dåvarande Östads socken, Ale härad, Västergötland. Idén kom efter att hans vän Jonas Alströmer hade köpt säteriet år 1757. År 1768 överlät Alströmer egendomen till sin son August Alströmer, som i sin tur omedelbart transporterade köpet till Niclas Sahlgren, hans svärfar. Barnhusverksamheten bedrevs fram till år 1945.

## Bakgrund
Niclas Sahlgren hade bygg upp en förmögenhet som en av de ledande direktörerna i det Svenska Ostindiska Companiet som han var med och grundade år 1731. Vinsterna från handeln med Kina och andra delar av Asien möjliggjorde senare hans filantropiska engagemang, bland annat inrättandet av Sahlgrenska sjukhuset i Göteborg och grundandet av Östads barnhus.

## Organisation
Barnhusets syfte var att ge ett hem och en praktisk utbildning till barn i behov. I sitt testamente avsatte Sahlgren 100 000 riksdaler för verksamheten och specificerade noggrant hur barnhuset skulle organiseras och styras. Barnen skulle tas emot i den omfattning egendomens avkastning tillät, och fostras till yrkesskickliga ungdomar för lantbruksarbete.
Sahlgren själv ansvarade för barnhuset fram till sin död 1776, då ledarskapet enligt hans förordnande övertogs av svärsonen Claes Alströmer, som därefter blev styresman. När denne avled barnlös år 1794, tillföll uppdraget hans yngre bror Patrik Alströmer, i enlighet med en tilläggsbestämmelse. Sedan dess har styresmannaskapet ärvts inom den friherrliga ätten Alströmer, från far till son.

## Verksamhet och undervisningsmodell
Under Niclas Sahlgrens ledning uppfördes nödvändiga byggnader för internatverksamhet, och barnen bodde i en kasernbyggnad på gården. År 1792 genomförde Claes Alströmer dock en reform som innebar ett nytt system: Undervisningen fortsatte, men barnen skulle inackorderas bland de 125 arrendegårdar som Östad indelades i.
Dessa bönder befriades i gengäld från vissa skyldigheter, såsom dagsverken. Verksamheten bedrevs därmed delvis genom att barnen inte bodde permanent på själva barnhusområdet, utan placerades i fosterhem hos traktens torpare och arrendatorer. Dessa levde ofta på små jordbruk i direkt anslutning till säteriet. Enligt arrendekontrakten var det ett villkor att arrendatorerna tog emot fosterbarn från barnhuset till sina hem, samtidigt som barnen fick sin skolgång vid barnhusets undervisning. Denna modell blev bestående tills verksamheten så småningom avvecklades.